# Palazzo Caprini
Il palazzo Caprini (chiamato anche Palazzo di Raffaello o Casa di Raffaello) era un importante edificio rinascimentale di Roma, nel rione di Borgo, in angolo tra piazza Scossacavalli e via Alessandrina, progettato da Bramante e costruito fra il 1501 e il 1510.
Viene considerato un prototipo fondativo dell'architettura civile rinascimentale e del classicismo in genere.

## Storia
Il palazzo fu progettato da Bramante e costruito fra il 1501 e il 1510, per il protonotario apostolico viterbese Adriano de Caprinis. Rappresenta il primo esempio di ciò che viene definito "palazzetto alla romana", ovvero una tipologia abitativa ideata da Bramante stesso, destinata a personaggi di minore importanza che gravitavano attorno alla figura papale e non potevano permettersi grandi palazzi ma non rinunciavano a una residenza di rappresentanza.
Era situato nel rione romano di Borgo, in angolo tra piazza Scossacavalli e via Alessandrina, tracciata in occasione del giubileo del 1500. Era chiamato anche "Palazzo di Raffaello" (o "Casa di Raffaello") perché l'artista nel 1517 lo aveva acquistato e vi aveva dimorato fino alla morte (1520). Alla fine del XVI secolo l'edificio venne poi inglobato nel Palazzo dei Convertendi, alterandone completamente l’aspetto originario. Tutto il complesso compreso venne demolito nel 1938 a causa degli sventramenti necessari per la realizzazione di via della Conciliazione. 

## Descrizione
Si conoscono le caratteristiche originarie del monumento scomparso da un'incisione di Antonio Lafreri (Antoine Lafréry) e da uno schizzo con parziale veduta d'angolo, già attribuita a Palladio.
L'edificio era caratterizzato da una facciata su due livelli (registri) e cinque campate, trattata con un possente bugnato al piano inferiore come alto basamento dell'ordine dorico; il piano superiore era infatti scandito da colonne binate sormontate da una trabeazione completa (architrave e fregio ornato di triglifi e metope). Il palazzo era costituito da un piano terreno destinato a botteghe e da un ammezzato compresi nel basamento bugnato, da un piano nobile occupato da un grande appartamento illuminato da finestre a timpano con balaustra, poste nelle campate dell'ordine ed un piano sottotetto di servizio le cui finestrelle si aprivano nel fregio dorico della trabeazione.
Dalle tecniche costruttive antiche Bramante recupera la tecnica della realizzazione del finto bugnato a stucco, o meglio mediante il getto di malta in casseforme di legno, facendogli assumere la consistenza visiva della pietra bugnata ma probabilmente anche della pietra liscia nelle colonne binate. Questa tecnica avrà un rapido successo a Roma (per esempio palazzo Massimo alle colonne nel 1532 di Baldassarre Peruzzi) e il suo uso continuò fino al XX secolo. Tuttavia, nel caso del palazzo Caprini, mostrò un rapido degrado.

## Influenza
L'edificio rappresentò una nuova tipologia di palazzo ripresa nei decenni successivi dai suoi allievi e continuatori a Roma (palazzo Branconio dell'Aquila di Raffaello e palazzo Vidoni Caffarelli di un allievo di Raffaello) e diventando un modello ripreso da vari architetti del Cinquecento (palazzo Porto e palazzo Civena di Palladio, palazzo Uguccioni a Firenze, Palazzo Cipriano Pallavicini a Genova) e nelle epoche artistiche successive.